# Toolbox Murders
Toolbox Murders és una pel·lícula slasher estatunidenca de 2004 dirigida per Tobe Hooper, i escrita per Jace Anderson i Adam Gierasch. És un remake de la pel·lícula de 1978 The Toolbox Murders i va ser produït per les mateixes persones darrere de l'original. La pel·lícula se centra en els ocupants d'un apartament que són perseguits i assassinats per un assassí emmascarat.

## Argument
Daisy Rain va al seu apartament al Lusman Arms, un antic hotel de luxe que s'està renovant, i és colpejada fins a la mort amb un martell per un home que portava un passamuntanyes. En una altra habitació, els nous inquilins Nell i Steven Barrows, un professor i un intern mèdic són presentats als equipaments i a alguns dels residents per Byron, el gerent de l'edifici. Mentre Steven treballa moltes hores, Nell es queda sola la major part del temps i fa amistat amb Julia Cunningham, una veïna del passadís, i Chas Rooker, un home gran que revela part de la història de l'estructura, esmentant que va ser feta per Jack Lusman, que va desaparèixer misteriosament, i que els constructors van morir mentre hi treballaven.
A mesura que passen els dies, els Lusman Arms estan plagats per circumstàncies misterioses; Se senten sorolls estranys per tot arreu i provinents de l'intercomunicador, Nell troba un penjoll que conté dents humanes en una paret, i Julia i un altre inquilí desapareixen, després d'haver estat assassinats (amb un trepant i una pistola de claus , respectivament) per l'assassí amb màscares d'esquí, que amaga els seus cossos. Mentre investiga la desaparició de la Júlia, la Nell parla amb en Chas, que li ofereix advertències crítiques sobre la naturalesa de l'edifici, i li cola una nota que diu "Busca-la a l'habitació 504". La Nell pren el consell i descobreix que no hi ha l'habitació 504 i que a la resta de pisos no hi ha apartaments la numeració dels quals hauria d'acabar amb 4.
Nell va a la Societat de Preservació de Los Angeles, on un empleat li diu que Jack Lusman era un ocultista que es va relacionar amb una societat que intentava barrejar ciència i màgia i que els símbols (que Nell copia als seus braços) que decoren l'edifici formen part d'un encanteri. Els plànols dels Lusman Arms també revelen que hi ha una casa adossada amagada dins de l'estructura, d'aquí totes les habitacions que falten. Nell torna a casa i troba una escotilla al terrat de l'edifici que permet l'entrada a la casa, on descobreix una sala dedicada a l'Edat d'Or de Hollywood, cambres de tortura i desenes de cadàvers. L'assassí, que acabava de matar un altre inquilí i el manetes, apareix, i es treu la màscara per revelar que és un monstre, a qui els crèdits es refereixen com a "Coffin Baby".
Un adolescent resident descobreix que la càmera web que havia estat utilitzant per espiar Julia havia gravat la seva mort, el que el va portar a anar a Steven, que troba les notes de Nell sobre l'edifici i la va a buscar juntament amb el noi, Byron, i el porter. Els homes envien l'adolescent a buscar la policia després de trobar un passadís al cau de Coffin Baby, on entren. Coffin Baby mata Byron i el porter, i persegueix Nell i Steven, el primer dels quals teoritza que Coffin Baby necessita la mort i els Lusman Arms per continuar existint. Els Barrow són trobats per en Chas, que intenta portar-los a un lloc segur, i murmura que Coffin Baby va venir al món quan va sortir amb urpes del ventre de la seva mare morta i enterrada.
Coffin Baby surt d'un munt de restes humanes, llança mortalment en Chas contra una paret i captura Nell, però és salvada per Steven, que colpeja Coffin Baby i li colpeja una prestatgeria. Les autoritats arriben i porten a l'Steven a un hospital, i quan la Nell torna al seu apartament, la policia aixeca les runes que van caure sobre Coffin Baby, que ha desaparegut. Coffin Baby xoca per la finestra de Nell i intenta matar-la, però està desorientada per les runes que abans havia dibuixat als seus braços, distreint-lo el temps suficient perquè un parell d'agents de policia hi entrin i li disparin per la finestra, fent-lo penjar d'un cordó que la Nell s'havia embolicat al coll. Els agents comproven a Nell, després van a la finestra, només per trobar que Coffin Baby ha tornat a desaparèixer.

## Repartiment
- Angela Bettis com Nell Barrows
- Brent Roam com Steven Barrows
- Marco Rodríguez com a Luis Saucedo
- Rance Howard com a Charles "Chas" Rooker
- Juliet Landau com a Julia Cunningham
- Adam Gierasch com a Ned Lundy
- Greg Travis com a Byron McLieb
- Chris Doyle com a Coffin Baby
- Adam Weisman com a Austin Sterling
- Christina Venuti com a Jennifer
- Sara Downing com a Saffron Kirby
- Jamison Reeves com a Hudson
- Stephanie Silverman com a Dora Sterling
- Alan Polonsky com a Philip Sterling
- Charlie Paulson com a Hans
- Eric Ladin com a Johnny Turnbull
- Sheri Moon Zombie com a Daisy Rain
- Price Carson com a oficial Daniel Stone
- Carlease Burke com a oficial Melody Jacobs
- Ralph Morris com el pare de Nell Barrows
- Bob McMinn com Shadow Man

## Producció
Jacqueline Quella va declarar en una de les entrevistes de producció per al llançament del DVD que havia adquirit els drets del remake de The Toolbox Murders, però no va poder acabar de veure la pel·lícula, qualificant-la de "terrible, misògina". "La pel·lícula es va centrar a mostrar poc més que dones assassinades de manera horrible, i per això volia que el remake diferís molt de l'original en lloc d'adaptar-lo.
Lucky McKee originalment estava preparat per interpretar el paper de l'assassí, però va abandonar per treballar en la seva pròpia pel·lícula de terror The Woods (2006). Sheri Moon Zombie va actuar a la pel·lícula com un favor personal a Tobe Hooper, que era amiga del seu marit, músic i cineasta Rob Zombie.
Les eines de la caixa d'eines pertanyien al mateix Hooper. Una de les productores que finançava la pel·lícula es va dissoldre durant el rodatge, tancant la producció aviat i donant lloc a una edició creativa i superficial.

## Llançament
Toolbox Murders es va estrenar per primera vegada al Fearless Tales Genre Fest al Victoria Theatre de l'11 al 14 de març de 2004. Més tard aquell any es va projectar al Festival de cinema de terror Dead By Dawn d'Escòcia del 22 al 25 d'abril.

### Mitjans domèstics
La pel·lícula va ser llançada en DVD per Live/Artisan el 15 de març de 2005. Més tard es va estrenar en edició especial va ser llançada per Anchor Bay Entertainment el 15 d'abril i com a edició regular el 16 de maig el mateix any.

## Recepció
A Rotten Tomatoes, la pel·lícula té una puntuació d'aprovació del 50% basada en 14 ressenyes, amb una mitjana ponderada de 6/10.
Ed Gonzales de Slant Magazine va donar a la pel·lícula una crítica negativa, afirmant que "estèticament i teòricament, Toolbox Murders pot ser la pel·lícula més impressionant de Hooper en anys", però va criticar els personatges de la pel·lícula, i la "trama sobrenatural ridícula". Maitland McDonagh de TV Guide va atorgar a la pel·lícula 2/5 estrelles, anomenant-la "una excusa per a una sèrie d'escenes de sang i fetge". El crític de cinema Leonard Maltin va premiar la pel·lícula amb 1,5 sobre 4 estrelles, afirmant que els "valors de producció decents fan poc per elevar aquest gorefest previsible a l'estil dels anys 70". Film Threat va donar a la pel·lícula una crítica mixta, escrivint: "Deixada en mans d'un director menor, Toolbox Murders podria haver estat una casa embruixada francament estúpida amb una pel·lícula gore. Però l'ull agut d'Hooper per a les ombres rampants i la gran direcció artística de Steven R. Miller li donen un cop de puny atmosfèric. Les escenes de violència aconsegueixen ser alhora gràfiques i esgarrifoses, donant pes a una trama que d'altra banda sona ximple. Malauradament, encara que entretinguda, la pel·lícula mai està a l'altura de les expectatives. La barreja d'humor negre, misteri sobrenatural i horror slasher mai s'embolica completament i no pots evitar pensar que les coses haurien anat millor si s'haguessin enganxat a un subgènere."
Variety va escriure: "Toolbox pot no renovar el gènere splatter de cap manera significativa, però els calfreds i assassinats demostren que Hooper, quan està armat amb el guió correcte, encara pot estrènyer els cargols de la por". Felix Vasquez de Cinema Crazed va escriure: "Ho admetré" "The Toolbox Murders" mai guanyarà cap premi en el camp del terror, però com a peça d'horror pur sense sentit amb sang i fetge, el disfruto molt simplement pel seu valor de schlock i tan estúpid que és divertida."
David Cornelius de eFilmCritic va qualificar la pel·lícula amb una puntuació de 3/5 estrelles, afirmant que la pel·lícula era "un petit thriller B decent, amb ganes de complaure. Ofereix al seu públic exactament el que vol, proporcionant prou sang per satisfer els frikis del gore, prou calfreds per satisfer els fans de terror més relaxats". Cornelius també va elogiar l'atmosfera i les actuacions de la pel·lícula, alhora que va criticar el misteri de la identitat de l'assassí com a sentir-se "llençat sense gaire consideració".

## Sequel a
Una seqüela de Toolbox Murders va començar la producció el 2011; però la producció va cessar quan la pel·lícula es va quedar sense fons de producció i es va descobrir que un dels productors, Tony DiDio , no tenia cadena de títol ni drets sobre la franquícia Toolbox Murders. La pel·lícula va ser completada per productors addicionals com Coffin Baby, que es va extreure completament de la franquícia Toolbox Murders i es va estrenar el 2013. La pel·lícula es va tornar a estrenar com a Toolbox Murders 2 el 2015. Malgrat el llançament aturat de Toolbox Murders 2 i una cadena sense títol, els productors van intentar desenvolupar un Toolbox Murders 3 mitjançant micromecenatge el 2015, però no van tenir èxit.